# Апостол Фома
Апо́стол Фома́ (сир. ܬܐܘܡܐ, др.-греч. Θωμάς, лат. Thomas), иначе называемый «Близнецо́м» (ܬܐܡܐ, διδυμος, Didymus) — один из двенадцати апостолов (учеников) Иисуса Христа.
Известный фразеологизм «Фома неверующий» (или «Фома неверный»), который употребляют для именования человека, которого сложно в чём-либо убедить, связан с одним из эпизодов Евангелия от Иоанна, апостол Фома не смог поверить в Воскресение Христово до тех пор, пока своими глазами не увидел Христа воскресшим.

## Жизнеописание
Имя Фома имеет еврейское происхождение и означает «близнец» (греческий вариант его имени: др.-греч. Δίδυμος — Дидим). Эта «расшифровка» его имени указана и в Евангелии (см. Ин. 11:16), так он и называется в церковных песнопениях. Толкование этого второго названия даёт историк Никифор Каллист Ксанфопул в Синаксаре в Фомину Неделю, помещённого в Цветной Триоди. Никифор пишет:
Фома именовался Близнец или потому, что родился вместе с другим, или из-за сомнения в Воскресении, или потому, что у него от рождения срослись два пальца правой руки (очевидно, средний и который пред ним, называемый указательным); справедливо было бы и мнение, что ему предстояло усомниться и пальцами этими осязать. А другие говорят, и это самое достоверное, что «Фома» переводится с еврейского как «близнец».
Впрочем, «Толковая Библия Лопухина» указывает, что правильнее понимать его прозвище не как «близнец», а как «человек двоящейся природы». Полагают, что Фома происходил из галилейского города Пенеады.

### Евангельское повествование

Уверение святого Фомы.
Картина Караваджо, 1601—1602 годы. На картине Фома изображён дотрагивающимся до ран Христа.

Фома был избран Христом одним из двенадцати апостолов (Мф. 10:2-4, Мк. 3:14-19, Лк. 6:13-16), о чём нам сообщают евангелисты Матфей, Марк и Лука. Однако они всего лишь упоминают имя Фомы среди имён прочих апостолов.
Напротив, Иоанн Богослов сообщает нам об участии Фомы в нескольких событиях евангельской истории, в том числе об уверении Фомы. Согласно Евангелию от Иоанна, Фома отсутствовал при первом по Воскресении из мёртвых явлении Иисуса Христа другим апостолам и, узнав от них, что Иисус воскрес из мёртвых и приходил к ним, сказал: «Если не увижу на руках Его ран от гвоздей, и не вложу перста моего в раны от гвоздей, и не вложу руки моей в рёбра Его, не поверю» (Ин. 20:25). Явившись апостолам вновь, Иисус предложил Фоме вложить палец (перст) в раны, после чего Фома уверовал и произнёс: «Господь мой и Бог мой!» (Ин. 20:28).
Евангельское повествование оставляет неясным, вложил ли Фома на самом деле свой перст в Христовы раны или нет. По мнению одних богословов, Фома отказался сделать это, другие же считают, что Фома прикоснулся к ранам Христа.
Выражение «Фома неверующий» (или «неверный») стало нарицательным и обозначает недоверчивого слушателя. Сюжет уверения Фомы стал популярным сюжетом евангельской иконографии.
Опираясь на рассказ о явлении Иисуса Христа апостолам на море Галилейском (Ин. 21:2), можно предположить, что апостол Фома первоначально был рыбаком.

### Апокрифическая литература
Впрочем, в апокрифических «Деяниях Фомы» от лица самого апостола Фомы утверждается, что его ремесло — плотницкое дело и строительство.

### Проповедь христианства в Индии
С именем апостола Фомы православные и католики традиционно связывают проповедь христианства в Индии, хотя ряд современных историков считают, что христианство в Индию принёс не он, а Фома Канский в IV веке. Однако потомки древних христиан Индии называют себя христианами апостола Фомы и считают этого апостола основоположником своей церкви. Они и по сей день «крепко придерживаются устного предания о своих апостольских корнях».
В 1293 году Марко Поло посетит Индию. В своих записках он сообщит о посещении гробницы апостола Фомы в Индии, в области Малабар, и назовет местных жителей «христианами апостола Фомы». В это же время о своем посещении гробницы святого апостола Фомы в Индии сообщит и известный миссионер и исследователь Джованни из Монтекорвино. А несколько позже, в 1324 году, и монах-францисканец Одорико напишет о своем путешествии и поклонении апостолу Фоме на месте его захоронения.
О проповеди апостола Фомы в Индии сообщают древние церковные писатели, среди которых Григорий Богослов (329—390), Амвросий Медиоланский (333—397), Иероним Стридонский (342—420), Павлин Ноланский (354—431) и другие.

### Проповедь в Китае
Существует легенда, появившаяся в XIII веке, о том, что апостол Фома пробыл несколько дней в Китае. Однако, увидев, что его деятельность не даёт плодов, апостол вернулся, оставив в Китае трёх или четырёх учеников.

## Апостол Фома иУспение Богородицы
Согласно Священному Преданию, апостол Фома не присутствовал при погребении Богородицы. Он пришёл в Иерусалим по прошествии двух дней на третий и стал плакать возле гроба. Апостолы сжалились над ним и отвалили камень от гроба, чтобы Апостол Фома мог приложиться к святому телу Приснодевы. Но тело Её исчезло, и в пещере лежали только погребальные пелены. Пречистая Богородица была взята на небо в теле.

## Кончина и захоронение
О мученической кончине (Фому казнил правитель индийского города Мелиапора Маздай (Мисдай)) апостола Фомы в Индии сообщают, что он принял её либо в 68 году, либо в 72 году.
Самое древнее свидетельство о захоронении апостола Фомы встречается у Ефрема Сирина, другое — в апокрифах, где сообщается о проповеди и мученической смерти апостола Фомы на северо-западе Индии.
Мощи апостола пребывали в Индии до IV века; о посещении его гробницы в XIII—XIV веках писали Марко Поло и другие путешественники.
Позднее они попали в Эдессу, затем на греческий остров Хиос, а позже в Италию, в Ортону, где останки и находятся с 6 сентября 1258 года по настоящее время в базилике Святого Фомы.
Но и после перенесения мощей святого место его погребения в Индии почиталось как святое. Так, в «Англосаксонских хрониках» при описании событий 885 года упоминается король Альфред, дающий обет в случае победы сделать богатые пожертвования в далёкие святилища, и в том числе святому апостолу Фоме в Индии.
В 1293 году Марко Поло посетил Индию. В своих записках он сообщает о посещении гробницы апостола Фомы в области Малабар, а также называет местных жителей «христианами апостола Фомы».
В это же время о своём посещении гробницы святого апостола Фомы в Индии сообщает и известный миссионер и исследователь Джованни из Монтекорвино. В 1324 году монах-францисканец Одорико Порденоне пишет о своём путешествии и поклонении апостолу Фоме на месте его захоронения.
Во многих документах о местонахождении гробницы апостола Фомы говорится о Мелипуре (совр. Милапур, ныне в черте города Ченнаи (Мадрас)), что в переводе означает «город на горе». Но, начиная с VII века, документы упоминают город Каламин. Вот что писал об этом святой Исидор из Севильи (636 г.): «В действительности, пронзённый копьём, он (то есть апостол Фома) погиб в городе Каламине, в Индии, и там же был погребён с почестями за 12 дней до январских календ (21 декабря)». В латинских молитвенниках того времени упоминался город Каламин как место в Индии, где апостол Фома претерпел мучения и был погребён.
Когда португальцы в 1517 году нашли город Каламин, большая часть его древних руин уже ушла под воду. Тем не менее, местные жители указывали на место, которое называли «гробницей апостола Фомы». Это была небольшая прямоугольная церковь с приделами, очень древняя и уже разрушенная, в которой не было никаких изображений, только кресты.

## Основанные общины

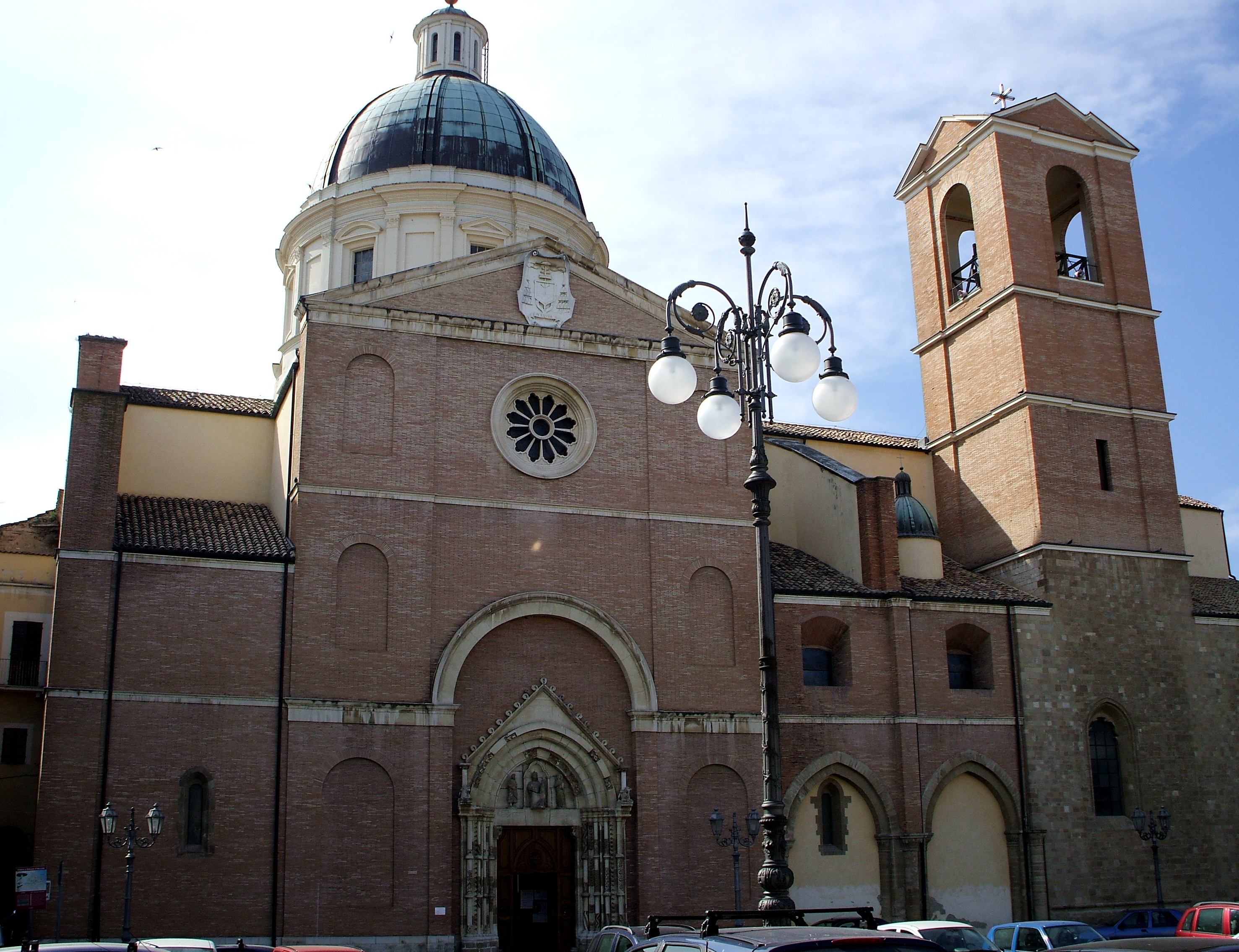
Базилика Святого Фомы в Ортоне (Абруццо), в которой находится частица мощей апостола

- Маланкарская православная церковь,
- Сиро-малабарская католическая церковь — одна из восточнокатолических церквей (восточно-сирийского обряда),
- Халдейская сирийская церковь (восточно-сирийского обряда, ветвь Ассирийской церкви Востока),
- Индийская православная церковь (Маланкарская православная церковь, западно-сирийского обряда),
- Яковитская сирийская христианская церковь (западно-сирийского обряда),
- Сиро-маланкарская католическая церковь — одна из восточнокатолических церквей (западно-сирийского обряда),
- Церковь Мар-Тома, реформирована на основе западно-сирийского обряда, в унии с Англиканской церковью.

## Почитание

### Мощи
Помимо итальянской Ортоны, в которой находится бо́льшая часть мощей святого, части мощей апостола Фомы также есть в Индии (собор Святого Фомы в Ченнаи), Грузии (Сионский собор в Тбилиси), Греции (монастырь апостола Иоанна Богослова на острове Патмос), Венгрии и на Афоне.

### Память в церковном календаре
В православии именем Фомы называется восьмой день по Пасхе, приходящийся на воскресенье, — Фомина неделя (или Антипасха).
Память апостола Фомы в Русской Православной Церкви и других православных церквях, использующих юлианский календарь, также отмечается
- 6 (19) октября,
- 30 июня (13 июля) (Собор двенадцати апостолов).

### Географические названия
В честь Фомы названы остров Сан-Томе и столица государства Сан-Томе и Принсипи — город Сан-Томе.

## Разное
Имя Фомы носит так называемое «Евангелие от Фомы» — гностический апокриф.